# Taliglucerase alfa
Taliglucerase alfa, được biết đến với tên thương mại là Elelyso, là một loại thuốc dược phẩm sinh học được phát triển bởi Protalix và Pfizer. Thuốc, một glucocerebrosidase tái tổ hợp được sử dụng để điều trị bệnh Gaucher, là dược phẩm làm từ thực vật đầu tiên giành được sự chấp thuận của Cục Quản lý Thực phẩm và Dược phẩm Hoa Kỳ. Mỗi lọ có 200 đơn vị alfa Taliglucerase.
Trong năm 2016, Elelyso được xếp hạng thứ ba về dược phẩm với chi phí cho mỗi bệnh nhân cao nhất, với chi phí trung bình là 483.242 đô la mỗi năm.

## Lịch sử phê duyệt
Ứng dụng Thuốc mới của FDA Hoa Kỳ (NDA) đã được cấp phép vào tháng 5 năm 2012 để sử dụng cho người lớn. Ứng dụng Thuốc Mới Bổ sung của FDA Hoa Kỳ (sNDA) cho trẻ em đã được cấp phép vào tháng 8 năm 2014. Tại Israel, Bộ Y tế Israel đã phê duyệt vào tháng 9 năm 2012. Tại Brazil, Cơ quan giám sát y tế Brazil (ANVISA) đã phê duyệt vào tháng 3 năm 2013. Tại Canada, Bộ Y tế Canada đã ban hành Thông báo Tuân thủ vào tháng 5 năm 2014 cho cả người lớn và bệnh nhi.
Taliglucerase alfa được thực hiện bởi cuộc xung đột Israel biotherapeutics công ty Protalix và bán bởi người Mỹ công ty dược phẩm Pfizer.